# Changsha

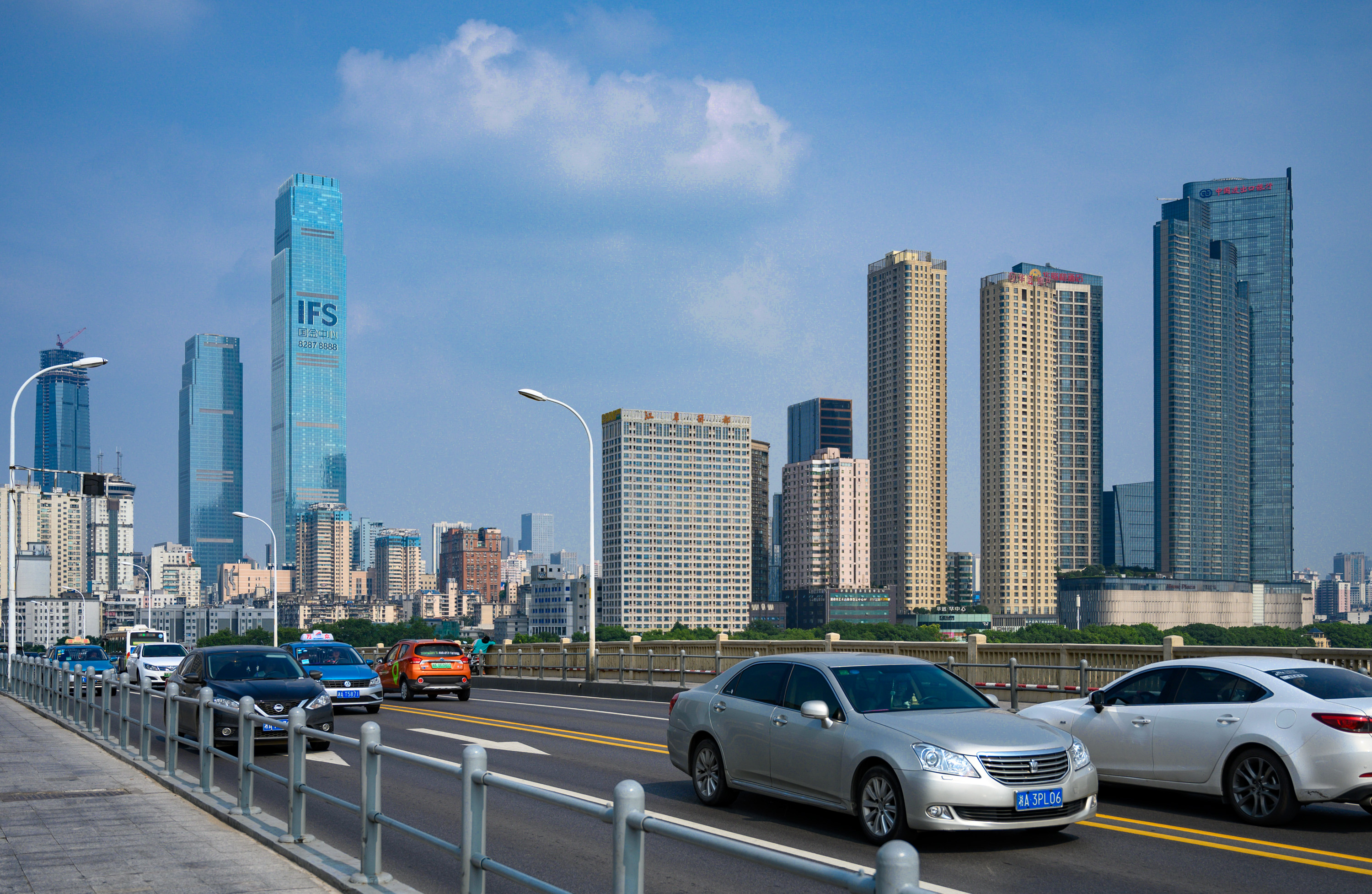
Skyline von Changsha (2019)

Changsha (chinesisch 長沙市 / 长沙市, Pinyin Chángshā shìⓘ) ist die Hauptstadt der chinesischen Provinz Hunan. Als bezirksfreie Stadt hat sie eine Fläche von 11.819 km² und 10.047.914 Einwohner (Stand: Zensus 2020). Die Stadt liegt am Xiang-Fluss und beherbergt das größte chinesische Restaurant der Welt, das Xihulou.
Auf der offiziellen Website der Stadt hieß es 2012, 800 Hochhäuser seien in den Jahren davor errichtet worden und 200 seien im Bau. Zum Stand 2021 wurden für Changsha als Zahlen von Wolkenkratzern, d. h. Häuser ab einer Höhe von 150 m, 49 fertiggestellte und 10 im Bau angegeben. Der höchste, der Changsha IFS Tower T1, ist mit 452,1 m das 16.-höchste Gebäude der Welt.

## Administrative Gliederung
Auf Kreisebene setzt sich Changsha aus sechs Stadtbezirken, einem Kreis und zwei kreisfreien Städten zusammen. Diese sind: (Einwohnerzahl bei der Volkszählung 2020)
- Stadtbezirk Yuelu (岳麓区), 593 km², 1.526.641 Einwohner, Zentrum, Sitz der Stadtregierung;
- Stadtbezirk Furong (芙蓉区), 42 km², 642.010 Einwohner;
- Stadtbezirk Tianxin (天心区), 74 km², 836.157 Einwohner;
- Stadtbezirk Kaifu (开福区), 187 km², 820.790 Einwohner;
- Stadtbezirk Yuhua (雨花区), 114 km², 1.264.895 Einwohner;
- Stadtbezirk Wangcheng (望城区), 907 km², 890.214 Einwohner, Hauptort: Großgemeinde Gaotangling (高塘岭镇);
- Kreis Changsha (长沙县), 1.997 km², 1.374.491 Einwohner, Hauptort: Großgemeinde Xingsha (星沙镇);
- Stadt Ningxiang (宁乡市), 2.906 km², 1.263.332 Einwohner;
- Stadt Liuyang (浏阳市), 4.999 km², 1.429.384 Einwohner.

Die damals fünf Stadtbezirke (ohne Wangcheng, das erst am 20. Mai 2011 Stadtbezirk wurde) hatten im Jahr 2010 zusammen etwa 2,3 Millionen Einwohner.

## Bevölkerungsentwicklung
Die urbanisierte Agglomeration von Changsha hatte 2017 eine Bevölkerung von 4,2 Millionen Einwohnern. Die restlichen Einwohner lebten im ländlichen Umfeld der Stadt.
| Jahr | Einwohnerzahl |
| ---- | ------------- |
| 1950 | 577.000       |
| 1960 | 861.000       |
| 1970 | 731.000       |
| 1980 | 830.000       |
| 1990 | 1.089.000     |
| 2000 | 2.182.000     |
| 2010 | 3.155.000     |
| 2017 | 4.232.000     |

## Geschichte
Im Jahr 1904 wurde Changsha zu einem für Ausländer offenstehenden Handelsplatz. In der Folgezeit siedelten sich viele Europäer und Amerikaner an. Der ausländische Einfluss zeigte sich vor allem im Bau von Kirchen, Erziehungseinrichtungen und kleinen Fabriken.

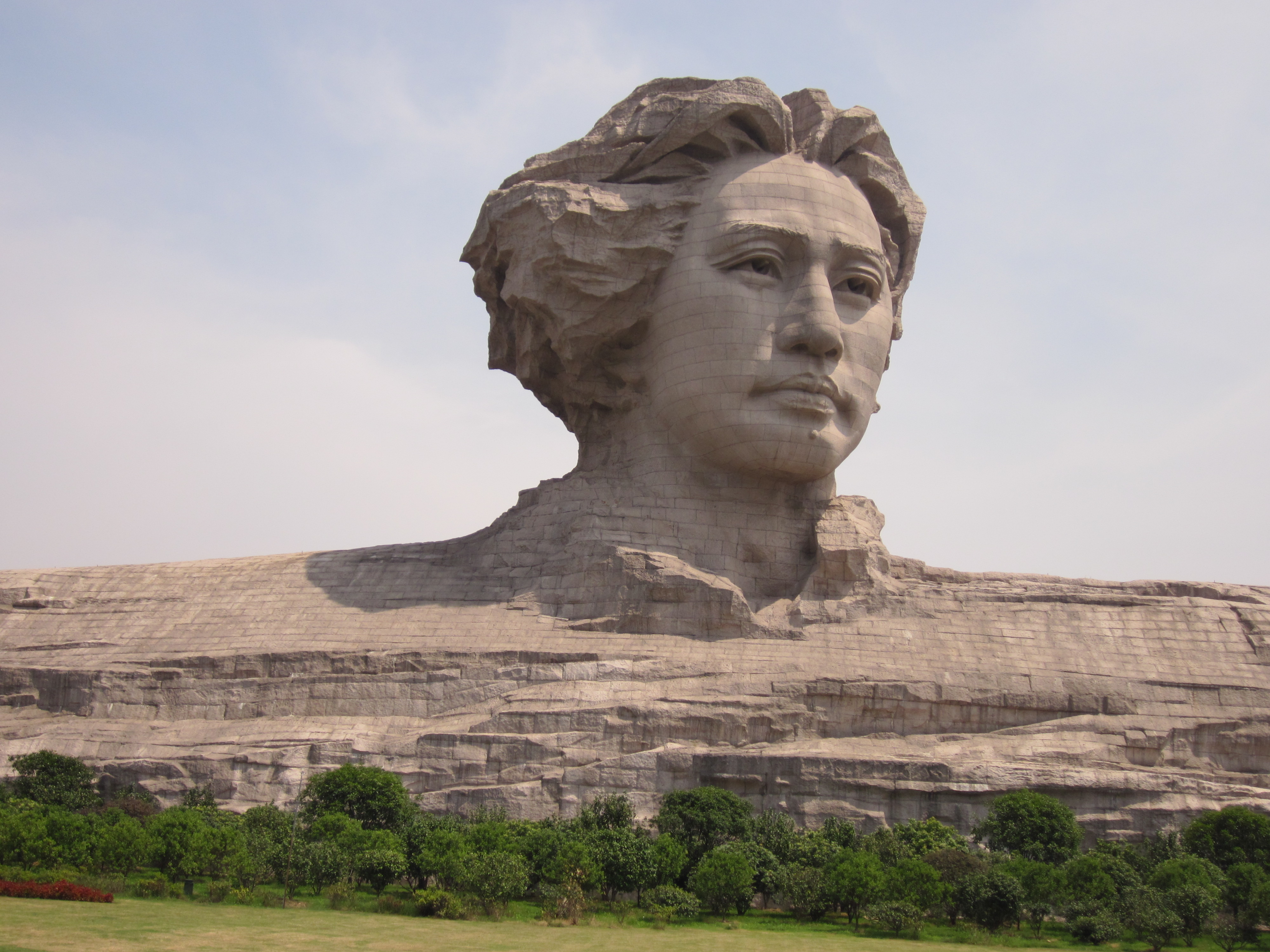
Monumentalstatue von Mao Zedong

In den Jahren 1912 bis 1918 lebte Mao Zedong als Student in Changsha. In dieser Zeit erfolgte seine Hinwendung zum Kommunismus. Er kehrte bereits im April 1919 wieder nach Changsha zurück, wo er seine zweite Ehefrau Yang Kaihui heiratete. 2009 wurde in Changsha eine 32 Meter hohe Büste des jungen Mao aus Granit errichtet.
Im Zweiten Japanisch-Chinesischen Krieg war die strategisch wichtige Stadt stark umkämpft. Drei Angriffe in den Jahren 1939, 1941 und 1942 konnten die Chinesen abwehren, in der vierten Schlacht 1944 konnten die Japaner Changsha einnehmen. Die Stadt war weitgehend zerstört und wurde erst nach der Gründung der Volksrepublik China wieder aufgebaut.

## Städtepartnerschaften
Die Stadt Changsha hat mit zahlreichen Städten Partnerschaftsabkommen geschlossen, darunter auch sehr kleinen Orten, wie Ölfus in Island (ca. 2500 Ew.). Im Folgenden eine Auswahl:
- Brazzaville, Republik Kongo, seit 1982
- Kagoshima, Japan, seit 1982
- Saint Paul, Vereinigte Staaten, seit 1988
- Bukit Timah, Singapur, seit 1994
- Freiburg im Üechtland, Schweiz, seit 1994
- Jersey City, Vereinigte Staaten, seit 1995
- Mons, Belgien, seit 1998
- Gumi, Südkorea, seit 1998
- Francisco Beltrão, Brasilien, seit 2000
- Entebbe, Uganda, seit 2003
- Auburn City, Australien, seit 2006
- Annapolis, Vereinigte Staaten, seit 2008
- Ölfus, Island, seit 2016
- Kansas City, Vereinigte Staaten, seit 2015
- Leeuwarden, Niederlande, seit 2017

## Bildungseinrichtungen
- Universität für Wissenschaft und Technik der Landesverteidigung (chinesisch: 国防科学技术大学; englisch: National University of Defense Technology NUDT), eine Einrichtung der Volksbefreiungsarmee

## Wirtschaft
Die Stadt ist das Wirtschaftszentrum der Provinz Hunan.
Laut einer Studie aus dem Jahr 2014 erwirtschafte Changsha ein Bruttoinlandsprodukt von 186,41 Milliarden US-Dollar in Kaufkraftparität. In der Rangliste der wirtschaftsstärksten Metropolregionen weltweit belegte sie damit den 60. Platz. Das BIP pro Kopf liegt bei 25.143 US-Dollar (KKB). Das BIP pro Kopf wuchs 2000 bis 2014 im Durchschnitt um 11,8 % jährlich.
Die Baumaschinenhersteller Sany und Zoomlion haben ihren Hauptsitz in Changsha. Ebenso befinden sich die Freizeitparks Colorful World und Oriental Heritage in der Stadt.

## Verkehr
Am 29. April 2014 wurde die erste Linie der auf sechs Linien angelegten U-Bahn eröffnet.
Die Stadt verfügt über einen internationalen Flughafen, der seit 2016 über eine Magnetschwebebahn angebunden ist, den Changsha Maglev Express.

## Söhne und Töchter der Stadt
- Zhu Rongji (* 1928), Politiker, 1998–2003 Ministerpräsident von China
- Zhou Guangzhao (1929–2024), theoretischer Physiker
- Li Zehou (1930–2021), Wissenschaftler für Philosophie und Geistesgeschichte
- Huang Runqiu (* 1963), Hochschullehrer und Politiker
- He Cui (* 1969), Chengspieler, Musikpädagoge und -produzent
- Lu Li (* 1976), Turnerin
- Sun Wenyan (* 1989), Synchronschwimmerin
- Zhang Yixing (* 1991), Sänger, Tänzer, Schauspieler, Komponist
- Zhang Yayi (* 1997), Synchronschwimmerin